# Villa Tallom

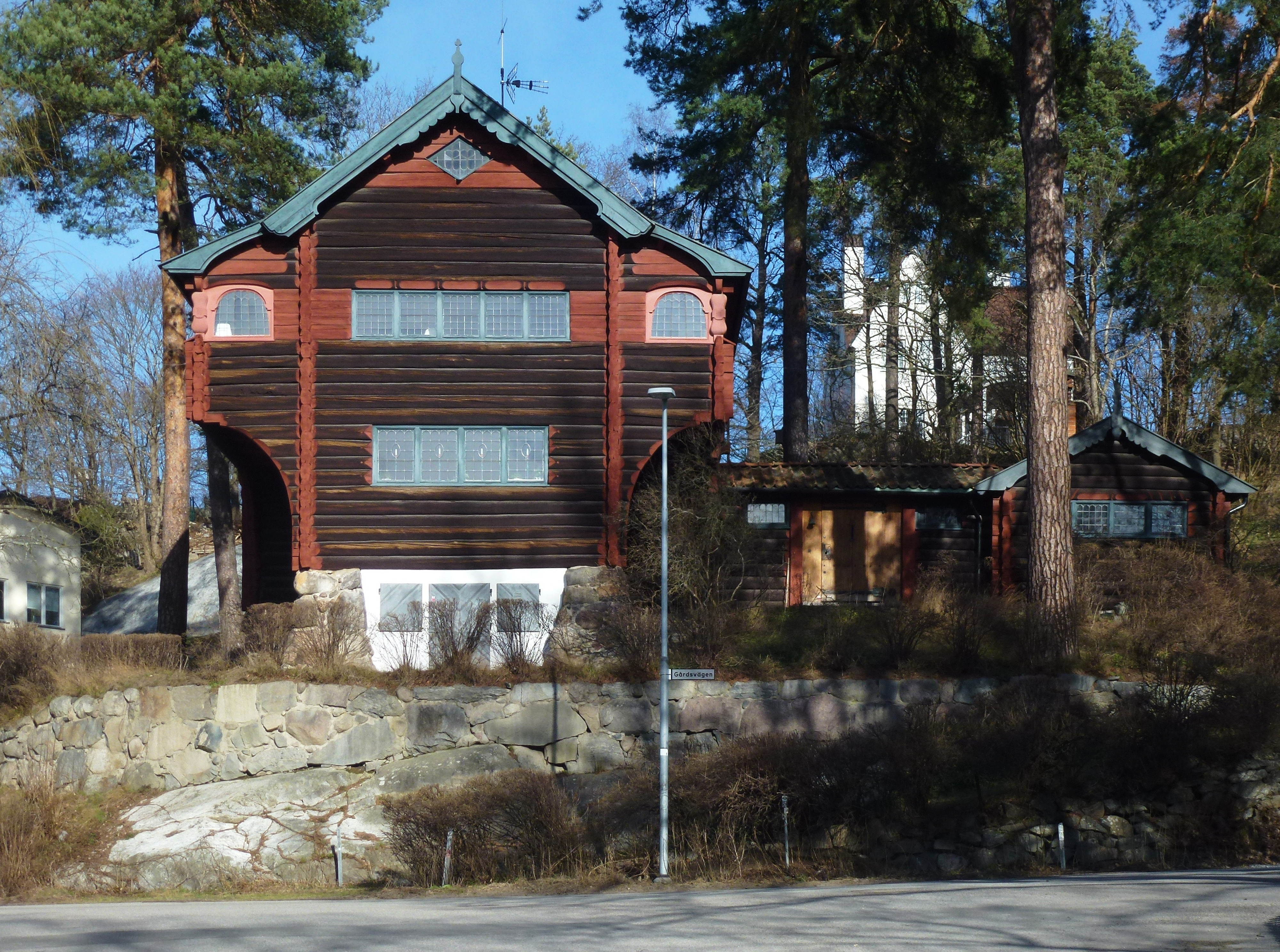
Villa Tallom i mars 2014.

Villa Tallom är en privatvilla i kommundelen Stocksund i Danderyds kommun, belägen vid Gårdsvägen 9. Villa Tallom är uppförd 1904-1906 för arkitekt Lars Israel Wahlman, som bostad för honom och hans familj. Huset är byggnadsminne sedan 5 juni 1979.

## Beskrivning

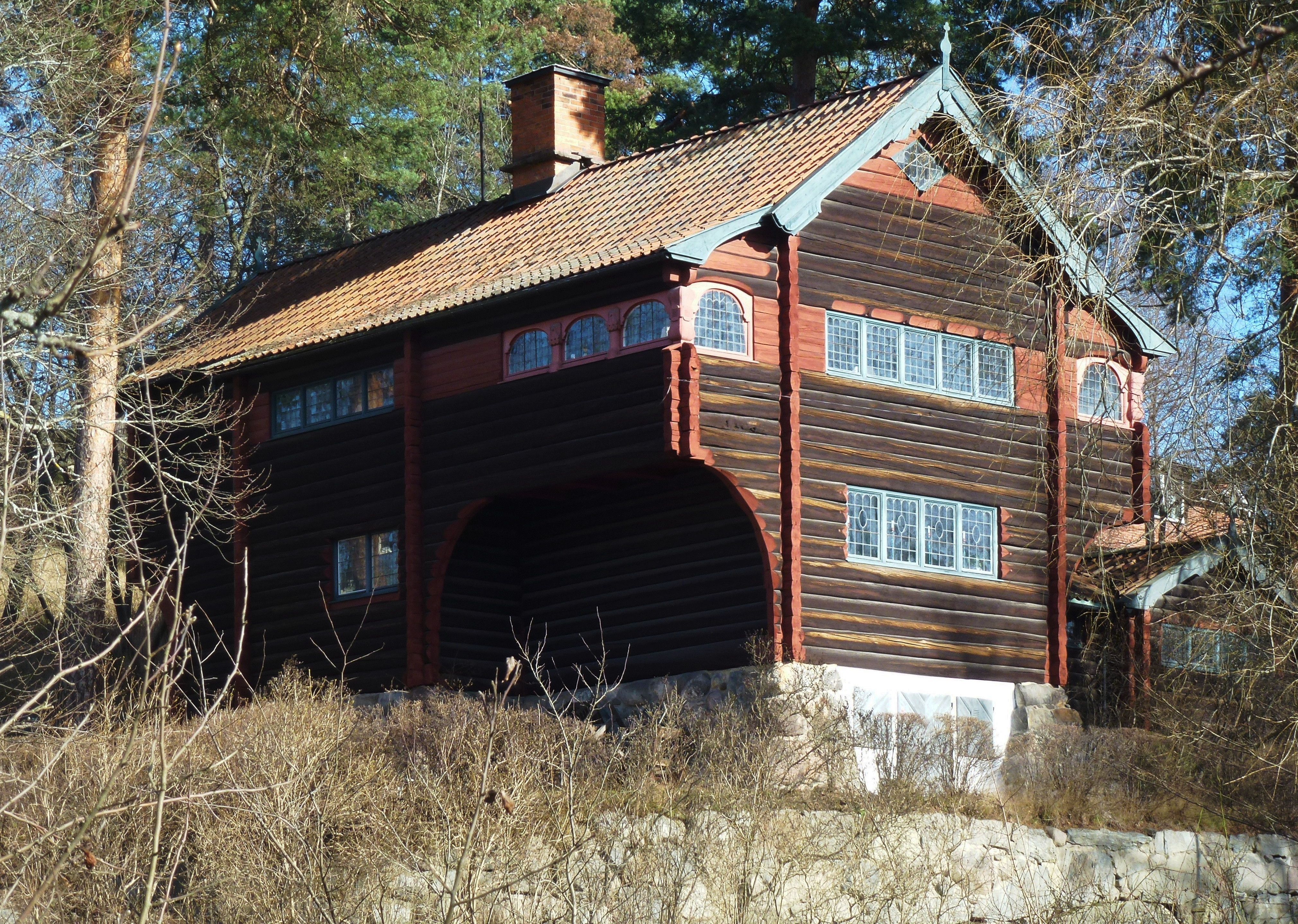
Villa Tallom i mars 2014.

Villan som är byggd i liggtimmer med inspiration av svensk allmoge och räknas som typexempel för den nationalromantiska arkitekturstilen med fornnordiska inslag kring sekelskiftet 1900, där även Carl Larsson-gården och Zorngården återfinns samt även Laurinska villan i närbelägna Djursholm. 
Wahlman undervisade i traditionell timmerbyggnadsteknik på Kungliga Tekniska högskolan i Stockholm och i sin egen villabyggnad tillämpade han sina rön. Fasaderna är av kraftigt liggtimmer med självmatande knutar, som har sina förebilder i Skansens dalastugor. Rummens proportioner är noga anpassade till timmerstockarnas maximala mått. Fasadens timmerstockar är behandlade med trätjära, knutar och fönsterfoder är målade i traditionell faluröd färg, fönstersnickerier och vindskivor hålls i en blågrön kulör. 
Fönsterrutorna består av blyinfattade smårutor som bildar kvadrat, romber och hjärtan. Övervåningen kragar ut som på en loftbod från Dalarna. Villan består av en hög huvudbyggnad som är sammanlänkad med annexet via en låg entrédel. I huvudbyggnaden grupperar sig ”Stor-stuga”, matrum, sovrum, kök och jungfrukammare kring en central anordnad skorstensstock med öppen spis och köksspis. I annexet hade Wahlman sitt eget arkitektkontor, där han bland annat ritade Cedergrenska tornet som finns i närheten.

## Bildgalleri, fasaddetaljer

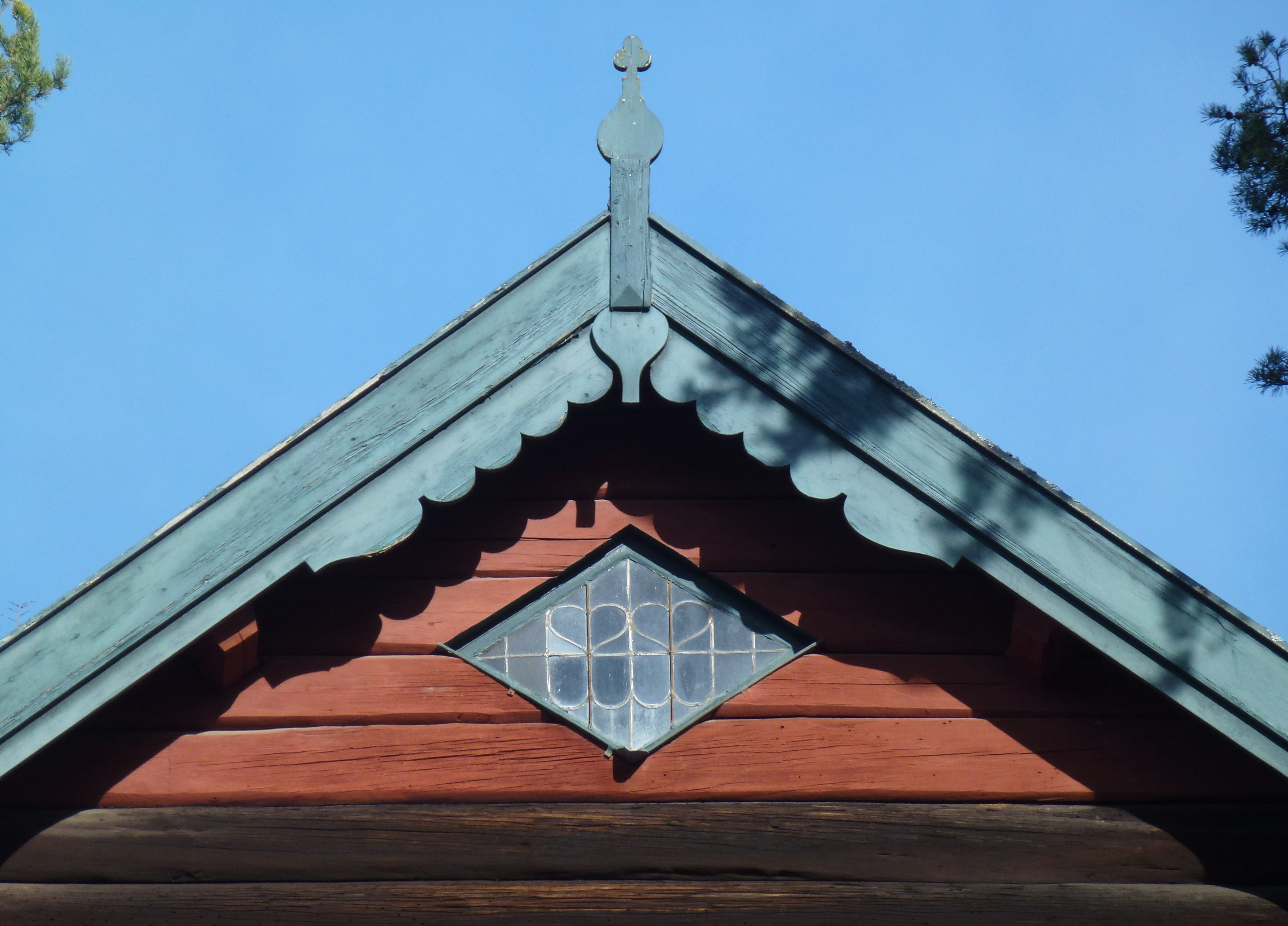
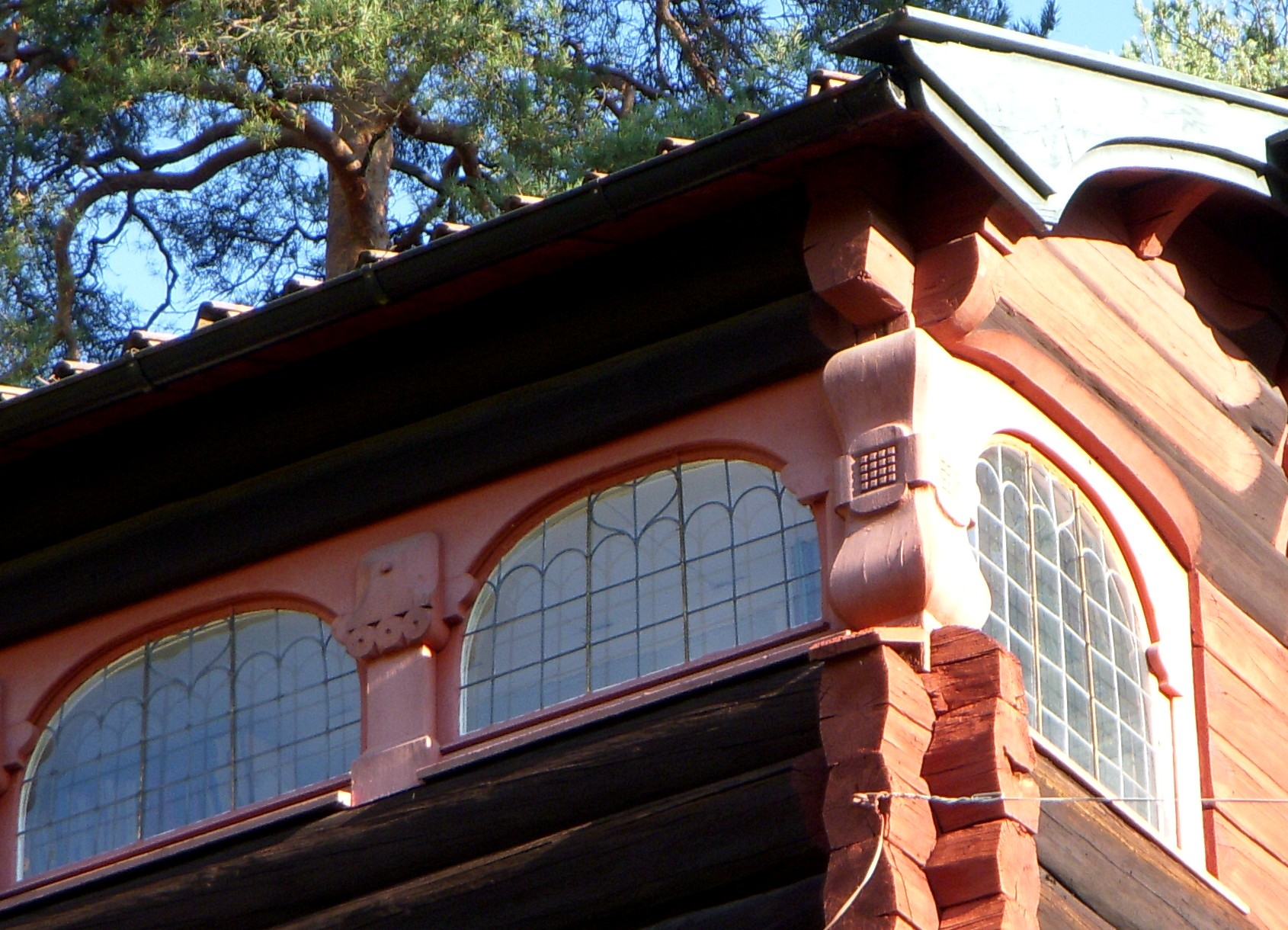
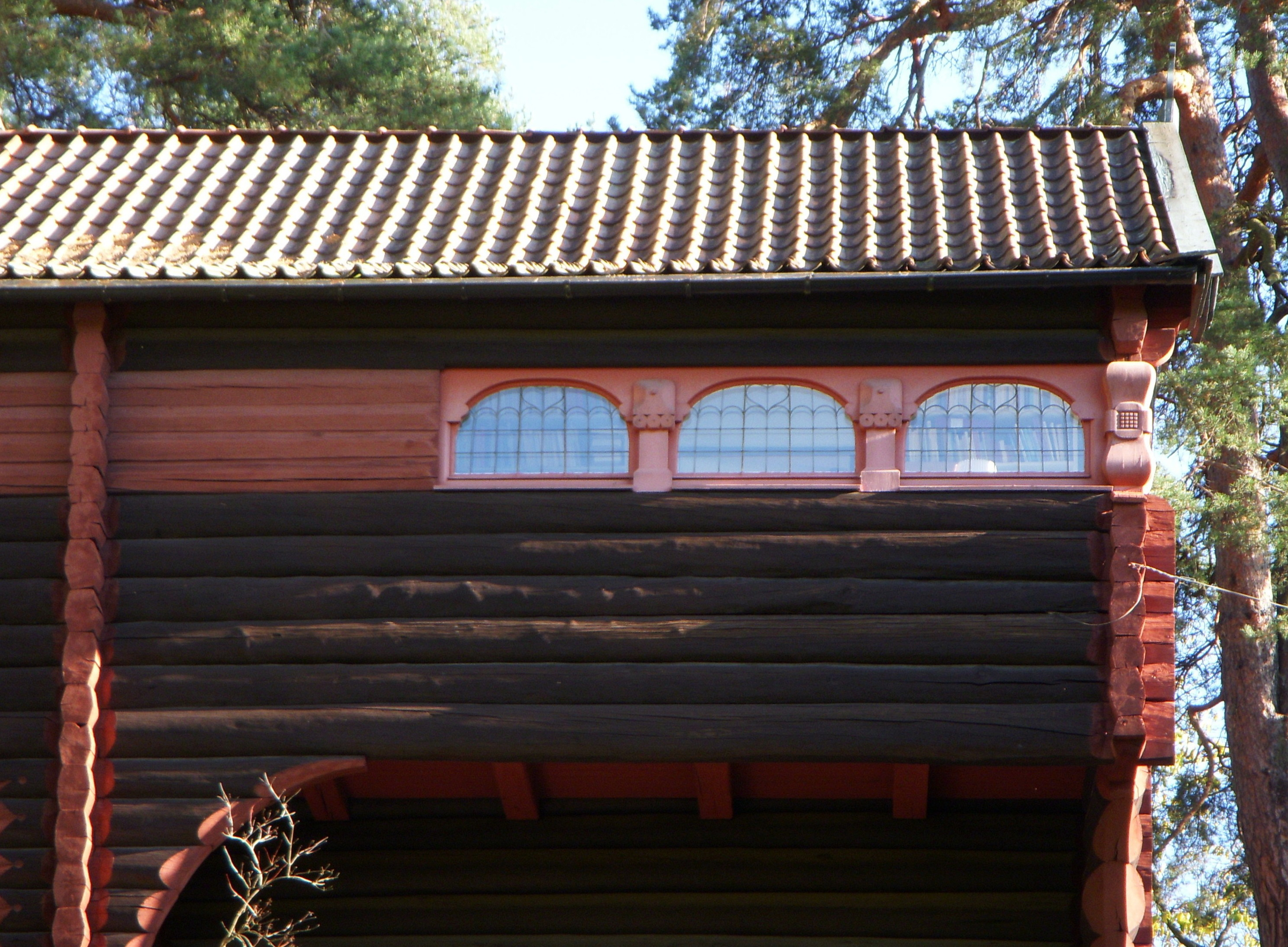
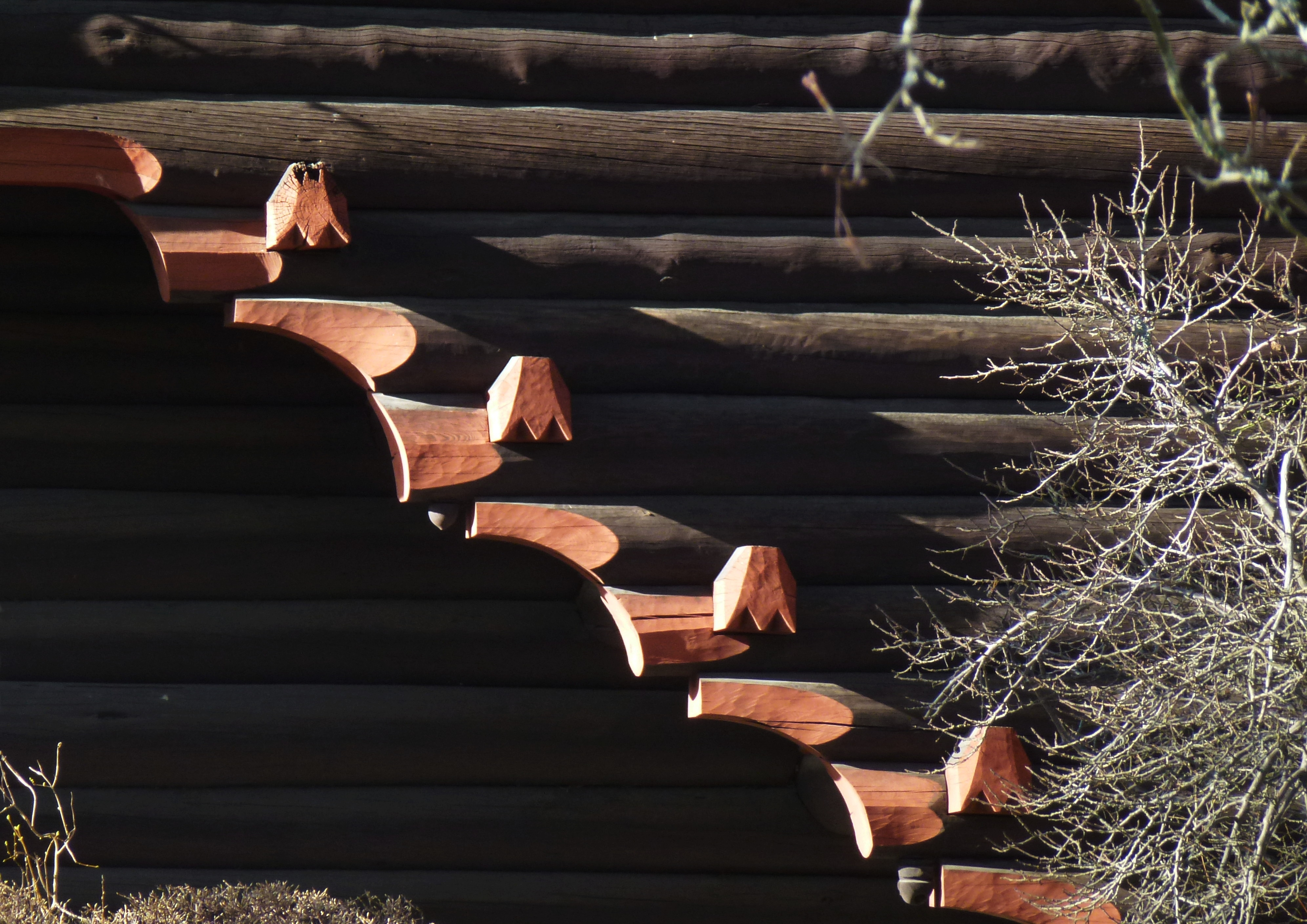